# Massularia
Massularia là một chi thực vật có hoa trong họ Thiến thảo (Rubiaceae).

## Loài
Chi Massularia gồm các loài: